# De Kleefse tuinen

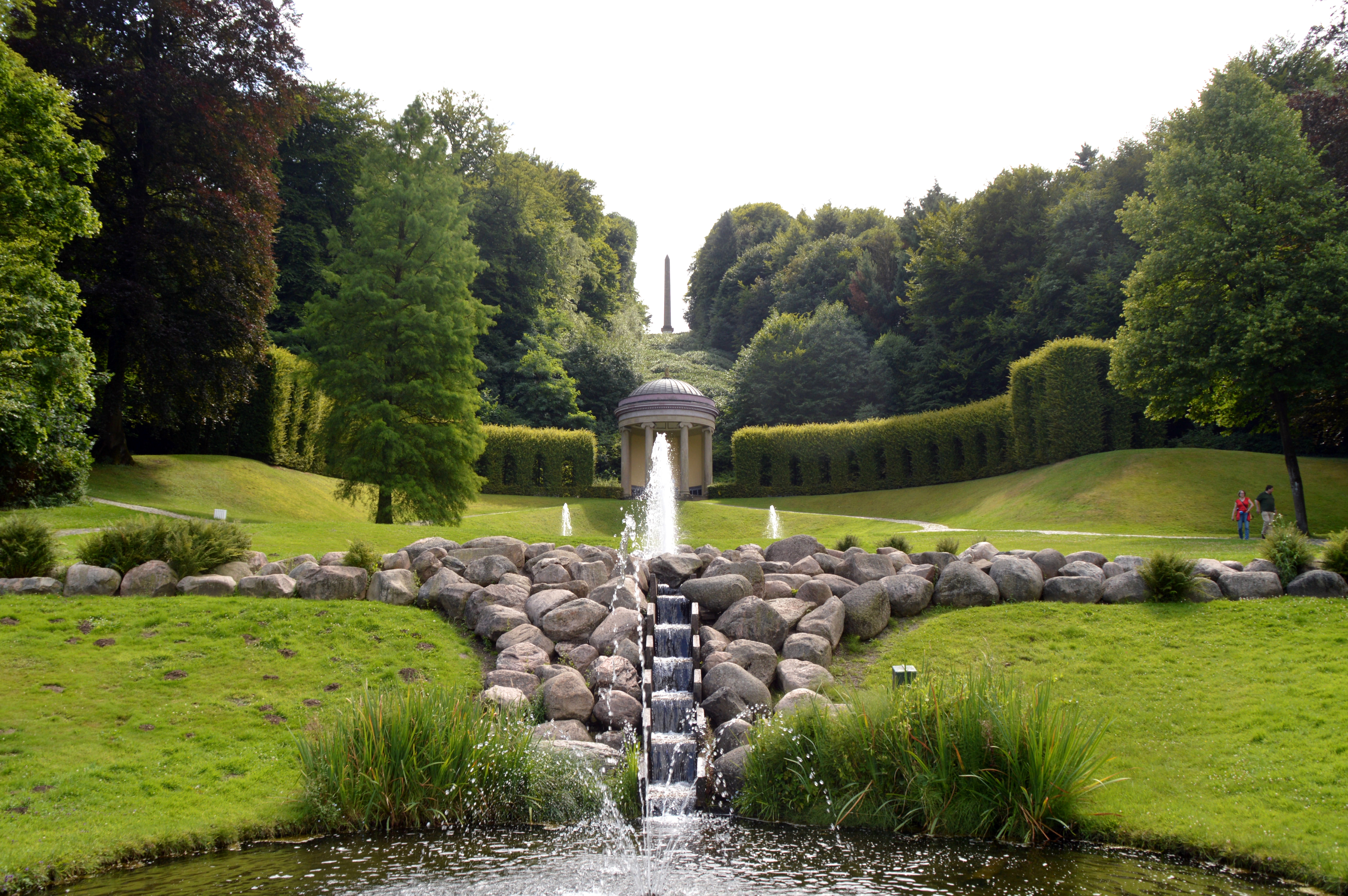
De Kleefse tuinen naar het zuiden gezien met de tempietto

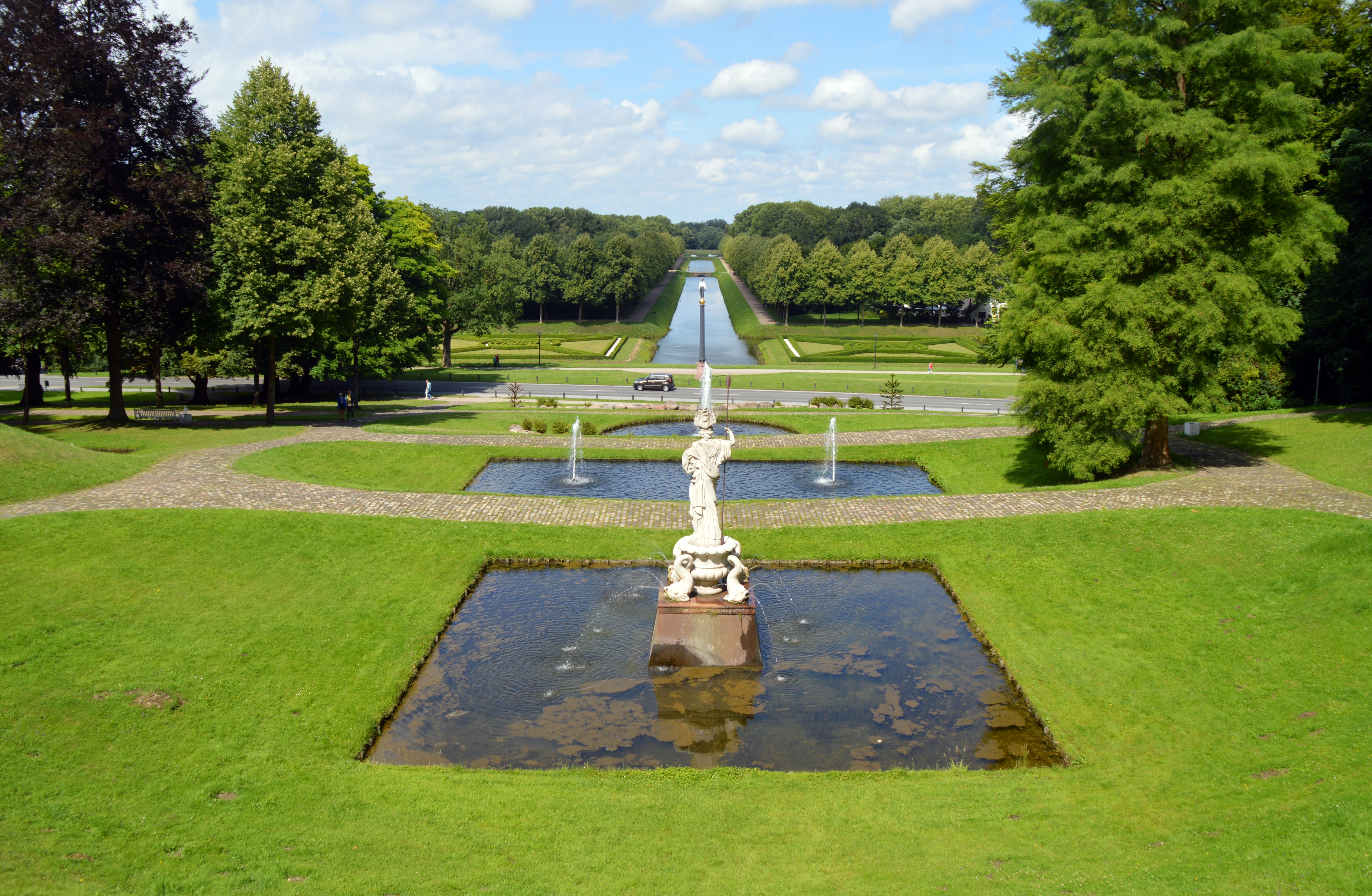
Amfitheater naar het noorden gezien met een beeld van Pallas Athene

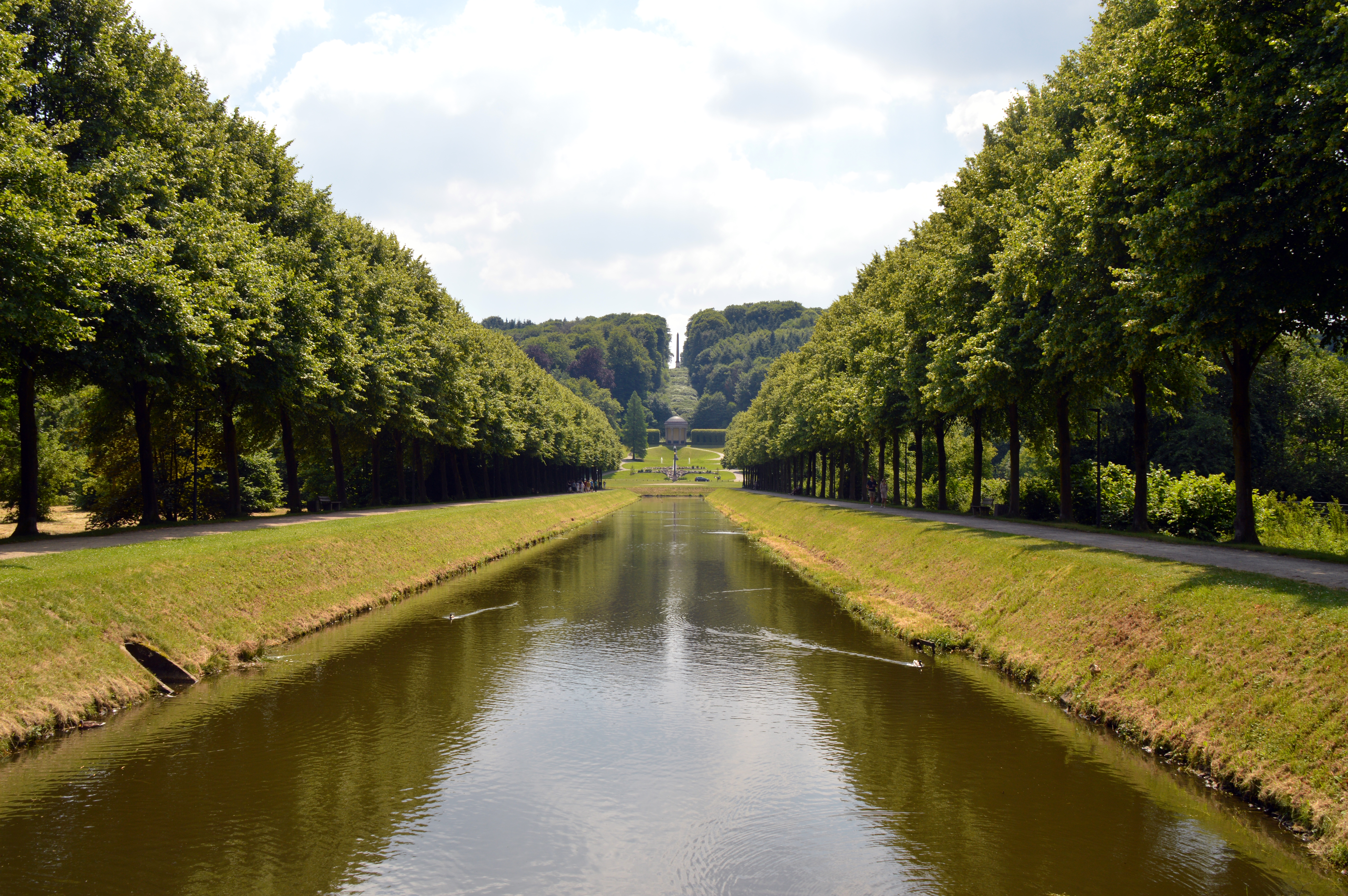
Prins Maurits kanaal

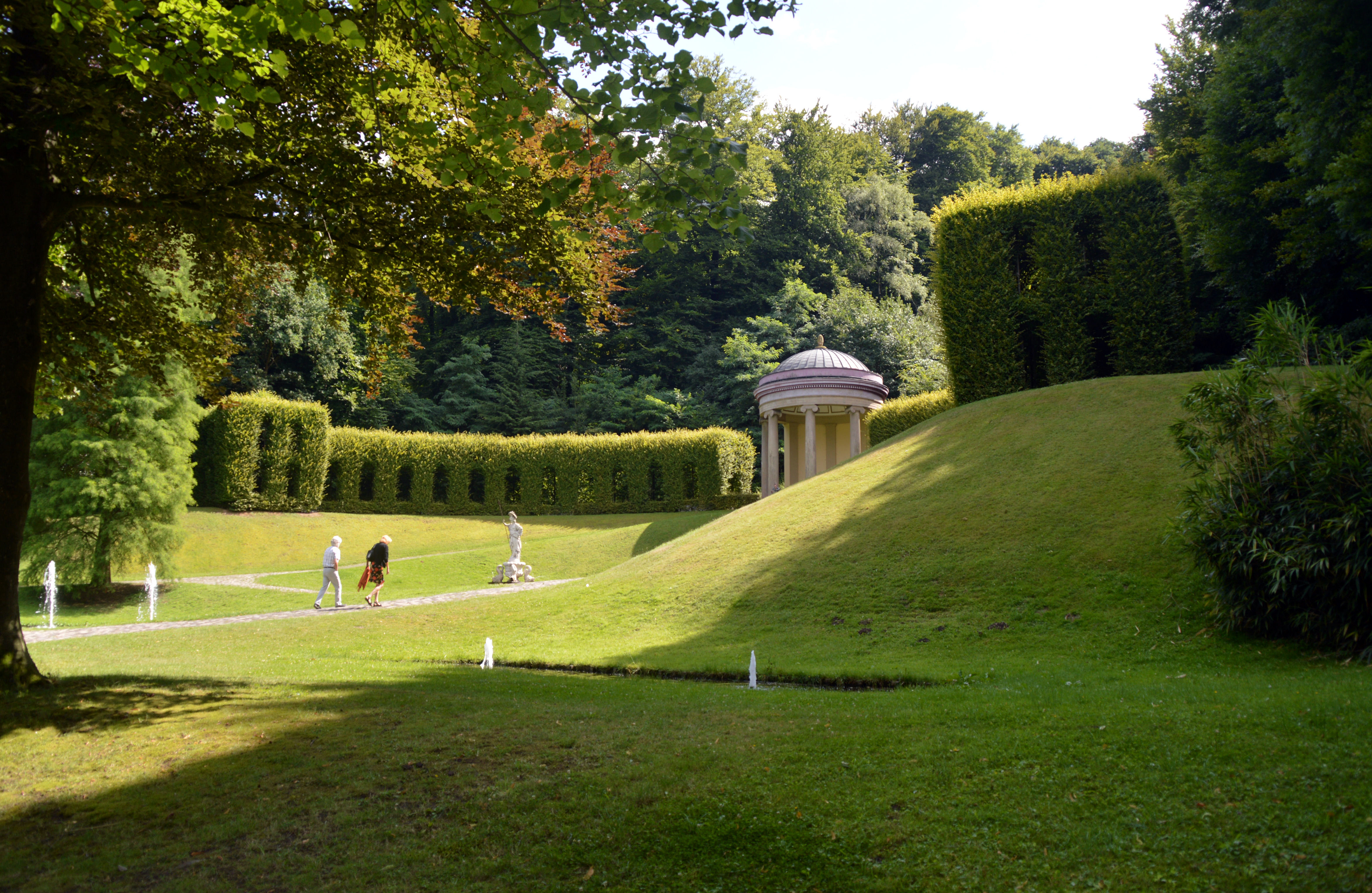
Springenberg

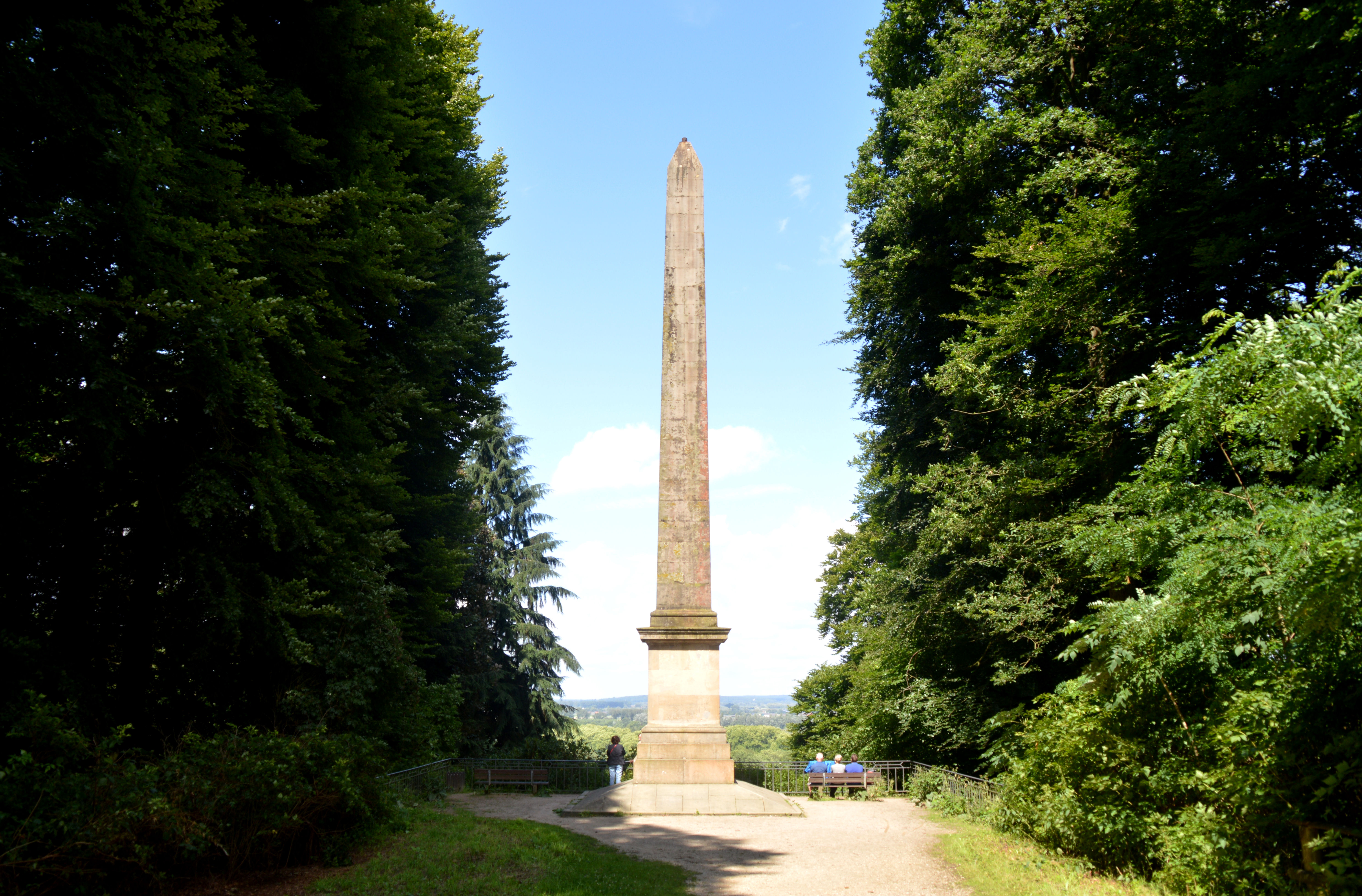
Obelisk

Het parklandschap De Kleefse Tuinen in Kleef in Duitsland werd rond 1660 aangelegd in opdracht van stadhouder Johan Maurits van Nassau-Siegen. Na een periode van verval werd het landschapspark aan het einde van de twintigste eeuw in oude glorie hersteld.

## Johan Maurits van Nassau-Siegen
Het huidige Museum Kurhaus Kleve ligt midden in een historisch parklandschap. Kunst en natuur, binnen en buiten, gaan op deze plek veelsoortige relaties aan. De natuurlijke landschapssituatie met de Springenberg en het 'Tiergartenwald' inspireerden de Kleefse stadhouder Johan Maurits van Nassau-Siegen (1604-1679) tot de aanleg van een tuin der kunsten, met het zogenaamde Amfitheater als middelpunt.
Johan Maurits, in 1647 door Frederik Willem I van Brandenburg, de Grote Keurvorst, benoemd tot zijn stadhouder in Kleef, maakte de herbouw van Kleef na de verwoestingen in de Tachtigjarige Oorlog en de verfraaiing van de omgeving tot zijn levenswerk. De parken en alleeën bepalen nog heden het gezicht van Kleef, alhoewel in de loop der jaren veel verloren is gegaan, onder andere de stadhouderlijke residentie het Prinsenhof met de bijbehorende lusthof. De Kleefse landschapsparken in de traditie van de Hollandse en de Italiaanse tuinkunst vormden voor de Grote Keurvorst de inspiratie voor zijn parken in Berlijn. Lodewijk XIV ontving vanuit Kleef belangrijke praktische informatie over de techniek van de tuinkunst.
Johan Maurits kwam in 1647 als een rijpe man naar Kleef. Zijn jaren als gouverneur van Nederlands-Brazilië (1636-1644) had hij benut om er samen met zijn gezelschap van kunstenaars en wetenschappers de exotische natuur en kunst te onderzoeken, te verzamelen en te documenteren. 'Bouwen, graven en planten' werd zijn leus, die zich in het ordenen, indelen en vormen van het landschap door de aanleg van tuinen manifesteerde, zowel in Brazilië, in Den Haag alsook in Kleef. De stadhouder stelde de door hem in Kleef aangelegde Diergaarde open voor het publiek en schiep zo een van de eerste openbare parken.
Johan Maurits stierf in 1679 in Bergendael, ten zuiden van Kleef, waar hij naar klassieke voorbeelden voor zichzelf een grafmonument in de open lucht had laten bouwen.

## De bouw door Johan Maurits
Het devies van Johan Maurits 'Qua patet orbis' – zo wijd de wereld strekt – is nog heden aan de op de horizon toelopende, het landschap doorsnijdende alleeën en zichtassen afleesbaar. Uit de wereld van de natuur geraakt men zo in de wereld van de kunst. De blik wordt geleid door zichtassen, die de beschouwer van het ene naar het andere geestelijke niveau voeren, dat wordt gesymboliseerd door een centraal blikpunt. Het centrum en tegelijkertijd het hoogtepunt van dit 'kunstlandschap' is een na 1653 aangelegde terrastuin naar Italiaans voorbeeld, het amfitheater, dat in een natuurlijke, door een bron uitgesleten kom in de naar het noorden gelegen helling van de Springenberg ontstond.
Met behulp van de Nederlandse architect Jacob van Campen, die ook de Haagse residentie van de stadhouder, het Mauritshuis, had ontworpen, plaatste Johan Maurits daar sculpturen, liet fonteinen aanleggen en plantte bijzondere bomen. Hij stelde bij de zogenaamde 'Fontana Miranda' een verzameling opgegraven Romeinse oudheden ten toon. Militaire trofeeën – een herinnering aan de voorbije oorlogen – dienden als versiering, evenals uit Brazilië meegebrachte, exotische gewassen. In 1660 was deze barokke 'wonderkamer' uit natuur en kunst voltooid.
Vanuit een galerij kon de stadhouder zijn blik over de Nederrijnse Laagvlakte laten dwalen. Deze vlakte wordt nog heden doorsneden door het door hem aangelegde 'Grote Kanaal', georiënteerd op de aan de overzijde van de Rijn, op de Eltenberg, gelegen romaanse  stiftskerk Sint-Vitus. De twee eilanden aan de kop van het kanaal zijn sinds de restauratie weer versierd met de initialen I.M. en het kruis van de Johannieterorde, waarvan Johan Maurits grootmeester was.
Vanaf de Sterrenberg gaan twaalf zichtassen als stralen uit in het landschap naar veraf gelegen blikpunten. Op eenzelfde manier 'tekende' Johan Maurits, spelend met het perspectief, ook in de Oude Diergaarde (1650-53) ten zuiden van de stad door middel van alleeën lijnen in het landschap, als op een natuurlijke landkaart.
Het middelpunt van het amfitheater vormt de marmeren sculptuur van Minerva door Artus Quellinus (1660), een geschenk van de stad Amsterdam aan Johan Maurits (het origineel bevindt zich nu in de galerij van het Museum Kurhaus Kleef). Zij is als godin van de wijsheid, de wetenschap en de kunsten een hommage aan het mecenaat van Johan Maurits, die de plek waar het nieuwe Museum Kurhaus staat, tot een plaats voor de kunst maakte.

## Veranderingen aan de tuin
De tuinen van Johan Maurits zijn door vernielingen en vernieuwingen wezenlijk veranderd. In de 18e en 19e eeuw waren de Pruisische koningen de belangrijkste maecenassen van de Kleefse tuinen, vanaf koning Frederik I tot Frederik Willem IV, die zich bemoeide met de ontwerpen voor het cilindervormig koepeltje (tempietto) (1858) en de obelisk (1853-1856).
De 'Koninklijke Diergaarde', die na 1742 als kuurpark diende, werd door de president van de Pruisisch-Kleefse regering, Julius Ernst von Buggenhagen, in 1782 vergroot door de aanleg van de Forstgarten. In dit tegenover het huidige Museum Kurhaus gelegen park, legde hij een botanische tuin aan met 150 verschillende boom- en plantensoorten. Na de vernielingen in de Franse Tijd werd op aanraden van de Pruisische Koning Frederik Willem III in 1821 de befaamde Düsseldorf tuinarchitect Maximiliaan Friedrich Weyhe voor de Kleefse tuinen aangetrokken. Deze verleende de nog door de strenge barokke symmetrie gekenmerkte tuinen het karakter van een romantische Engelse tuin, met slingerende wegen, schilderachtig door bomen omzoomde vijvers, gazons en hoog opspringende fonteinen. Ook het park 'Elzenbosje', ten westen van het 'Grote Kanaal', werd in de vorm van een nieuw aangelegd landschapspark met het ensemble verbonden.

## Kuuroord
In 1741 ontdekte de Kleefse kuurarts Johannes Blanckenhorn in het amfitheater een geneeskrachtige bron. De kuurgasten, die Kleef opzochten, behoorden vooral tot de betere kringen van Holland en Pruisen. Hier dronken koningen en filosofen het 'eau de Clèves': Frederik de Grote, Voltaire, en Jean le Rond d'Alembert, Louise van Mecklenburg-Strelitz en prinses Wilhelmina van Pruisen, de echtgenote van stadhouder Willem V. De kuurgasten verbleven in elegante hotels, die kort na de ontdekking van de bron in deze parkoase werden gesticht. Het middelpunt van het kuurleven werd omstreeks het midden van de 19e eeuw het door de Kleefse architect Anton Weinhagen gebouwde Friedrich-Wilhelms-Bad, terzijde van het amfitheater. Tijdens de bloeitijd van Bad Cleve werd daarnaast het kurhaus, bestaande uit een badhotel en een wandelhal gebouwd.
Het einde van het kuurleven na de Eerste Wereldoorlog betekende voor het parklandschap een uitlevering aan de wild woekerende natuur. De in 1975 begonnen restauratie door de tuinarchitecten Gustav Wörner (1933-1997) en Rose Wörner Metze (1927-2015) heeft het sterk verwilderde ensemble weer een gezicht gegeven dat rekening houdt met de verschillende perioden: van barokke 'wunderkammer' tot romantisch landschapspark.

## Museum Kurhaus Kleve
Het kurhauscomplex is in de jaren 1992-1997 gerestaureerd en verbouwd tot een museum voor moderne kunst en het werk van de Rijnlandse beeldhouwer Ewald Mataré. Met de opening van Museum Kurhaus Kleve / Ewald Mataré-Museum in april 1997 werd de door Johan Maurits geïnitieerde dialoog tussen natuur en kunst op deze historische plek tot nieuw leven gewekt.

## Afbeeldingen

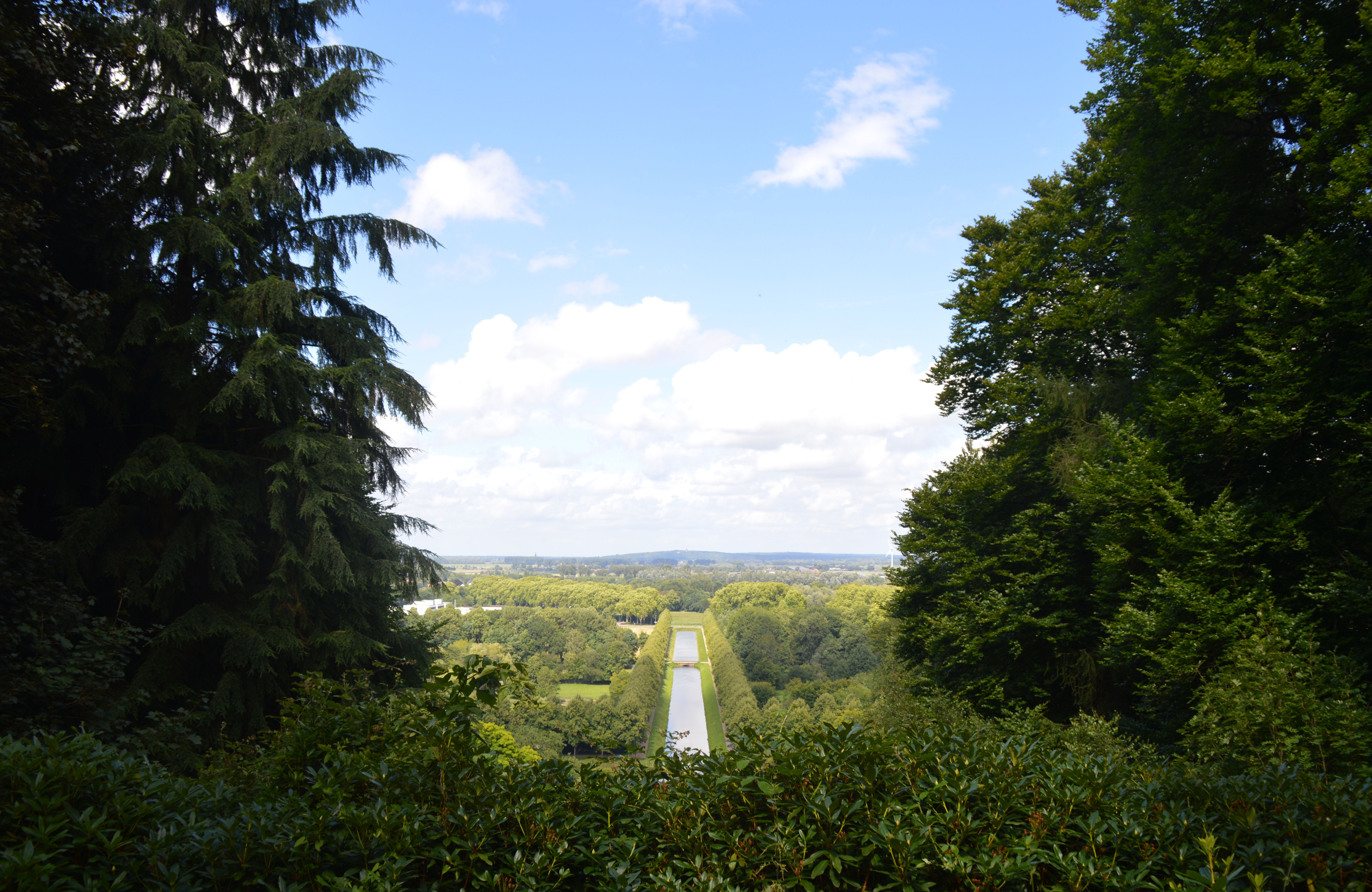
Amfitheater naar het noorden gezien
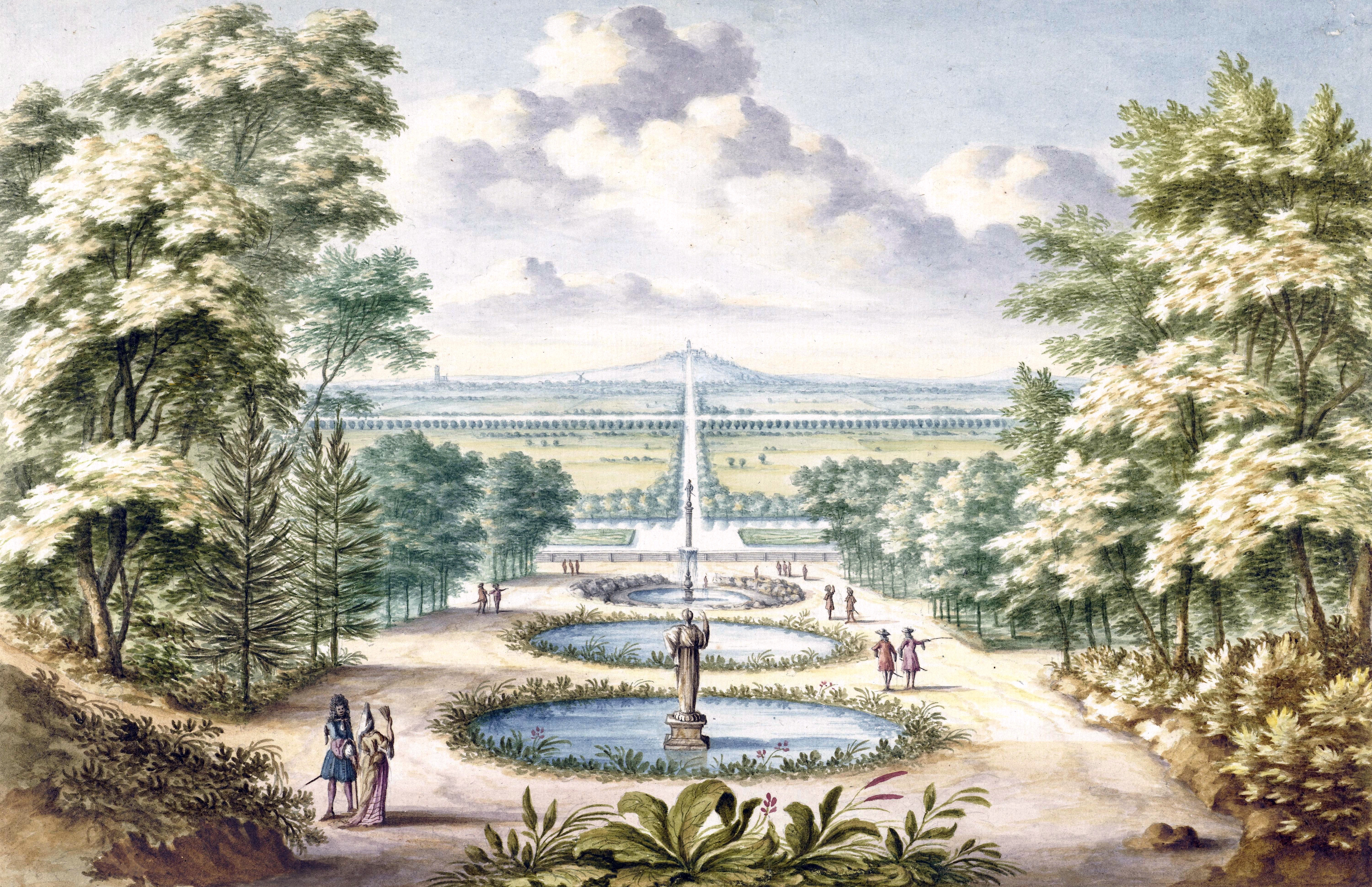
De Kleefse tuinen naar het noorden gezien c. 1675
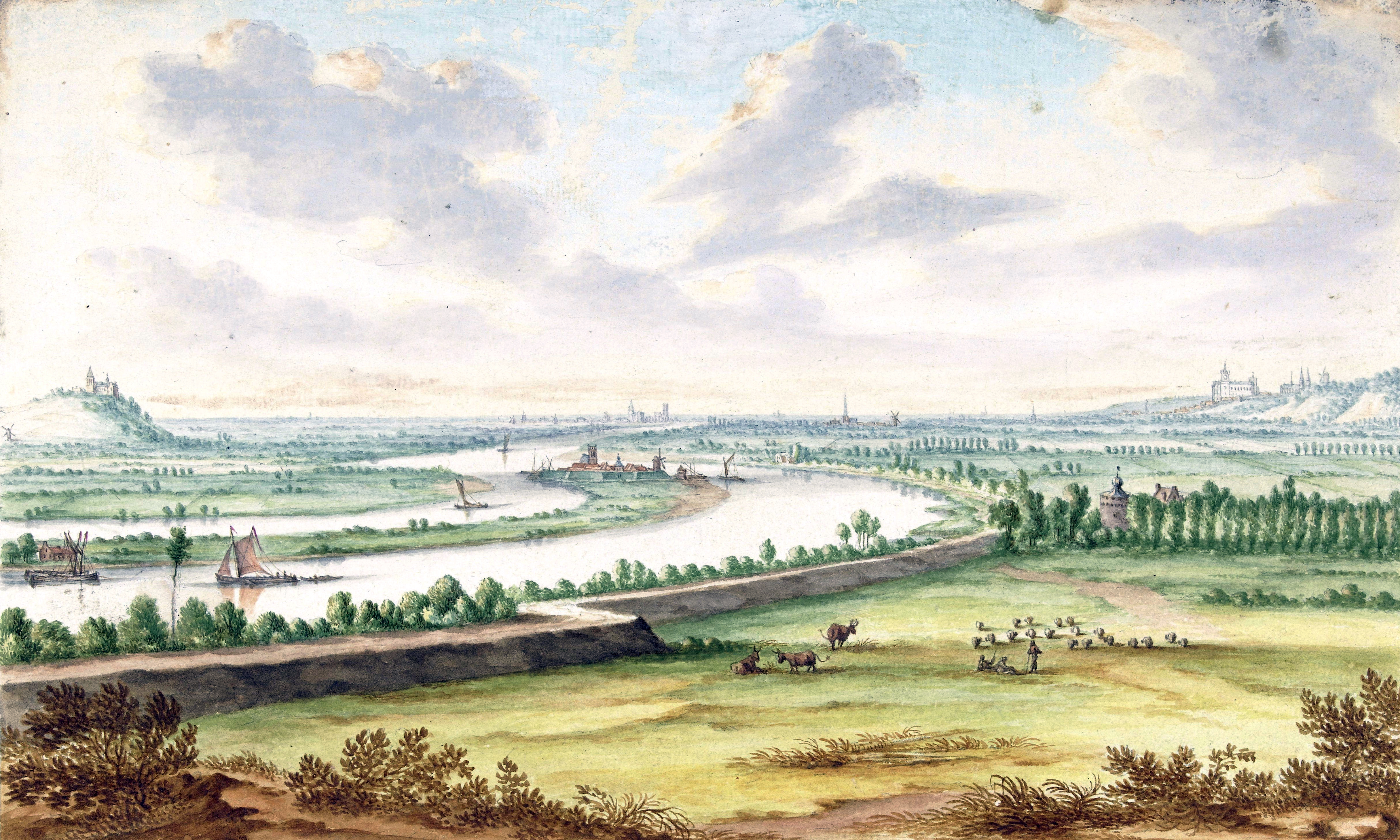
Gezicht op Schenkenschanz, links Eltenberg Rechts Kleef c. 1675
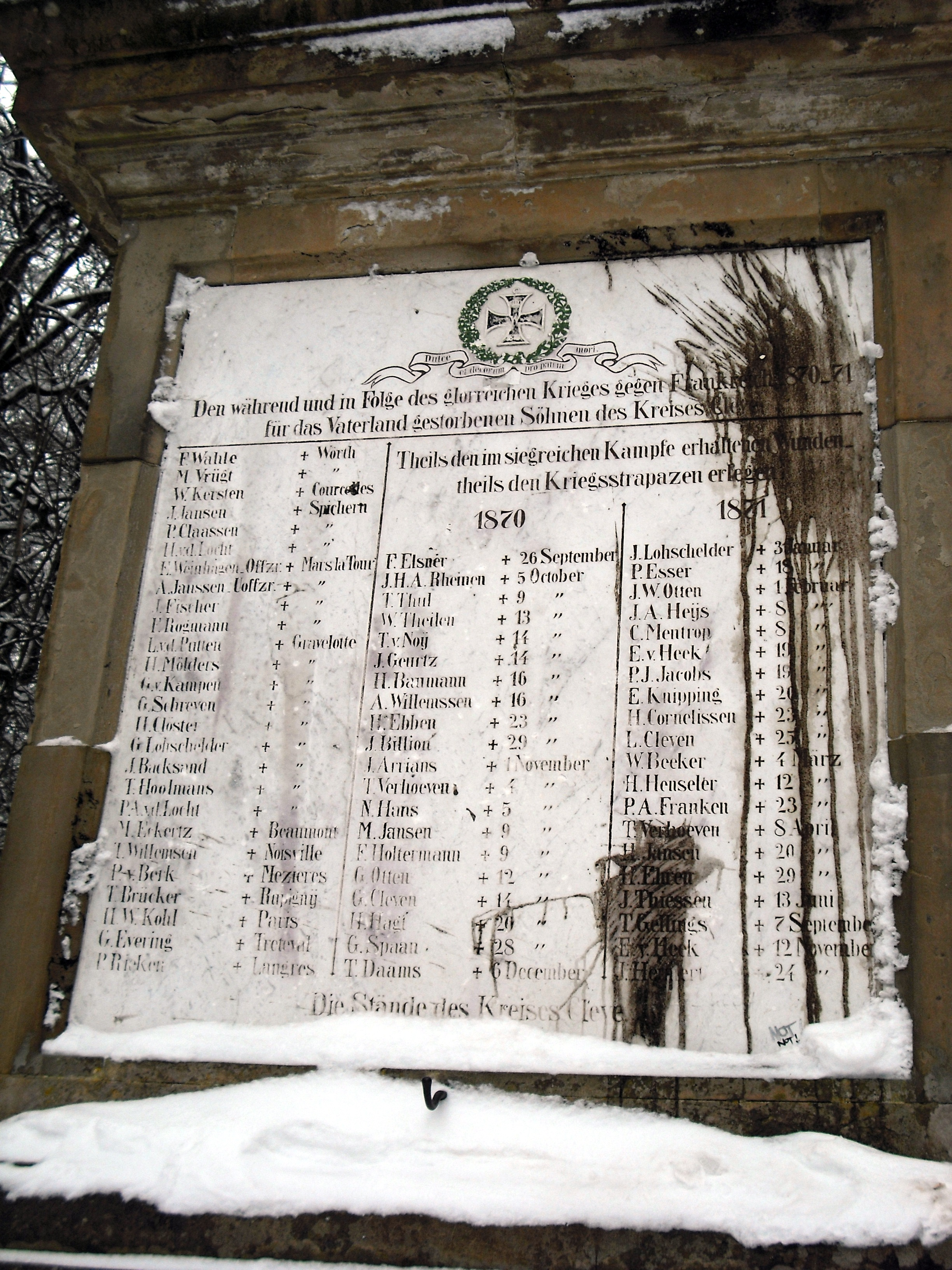
Obelisk
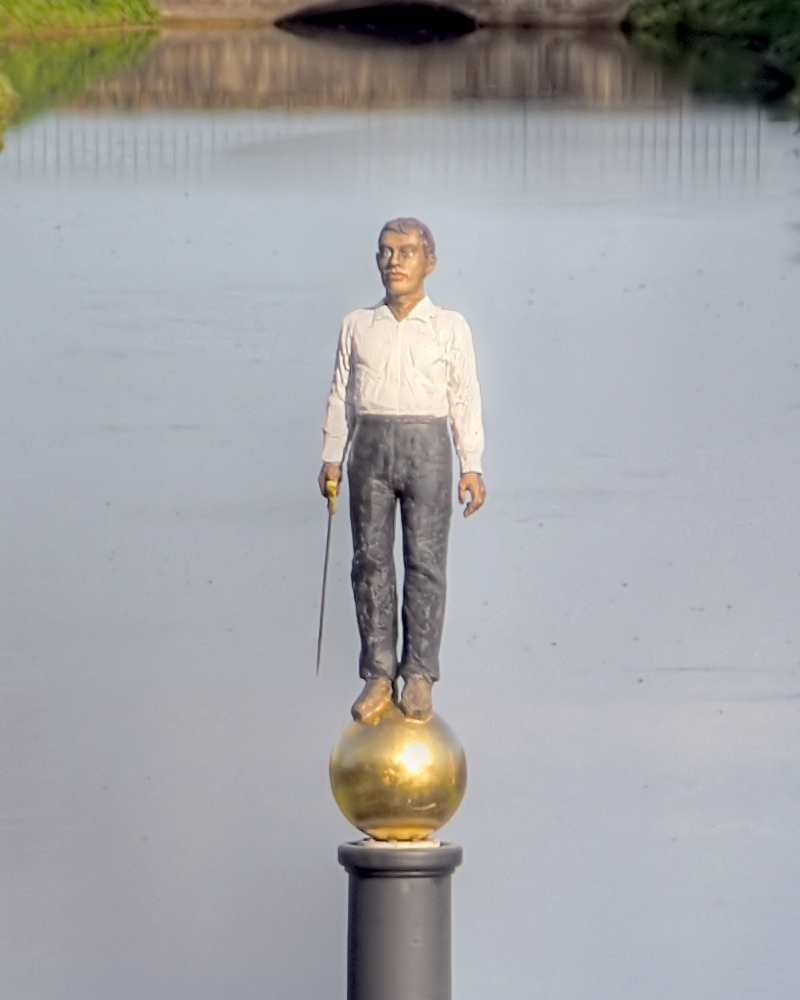
Neuer Eiserner Mann van Stephan Balkenhol in de barokke tuin
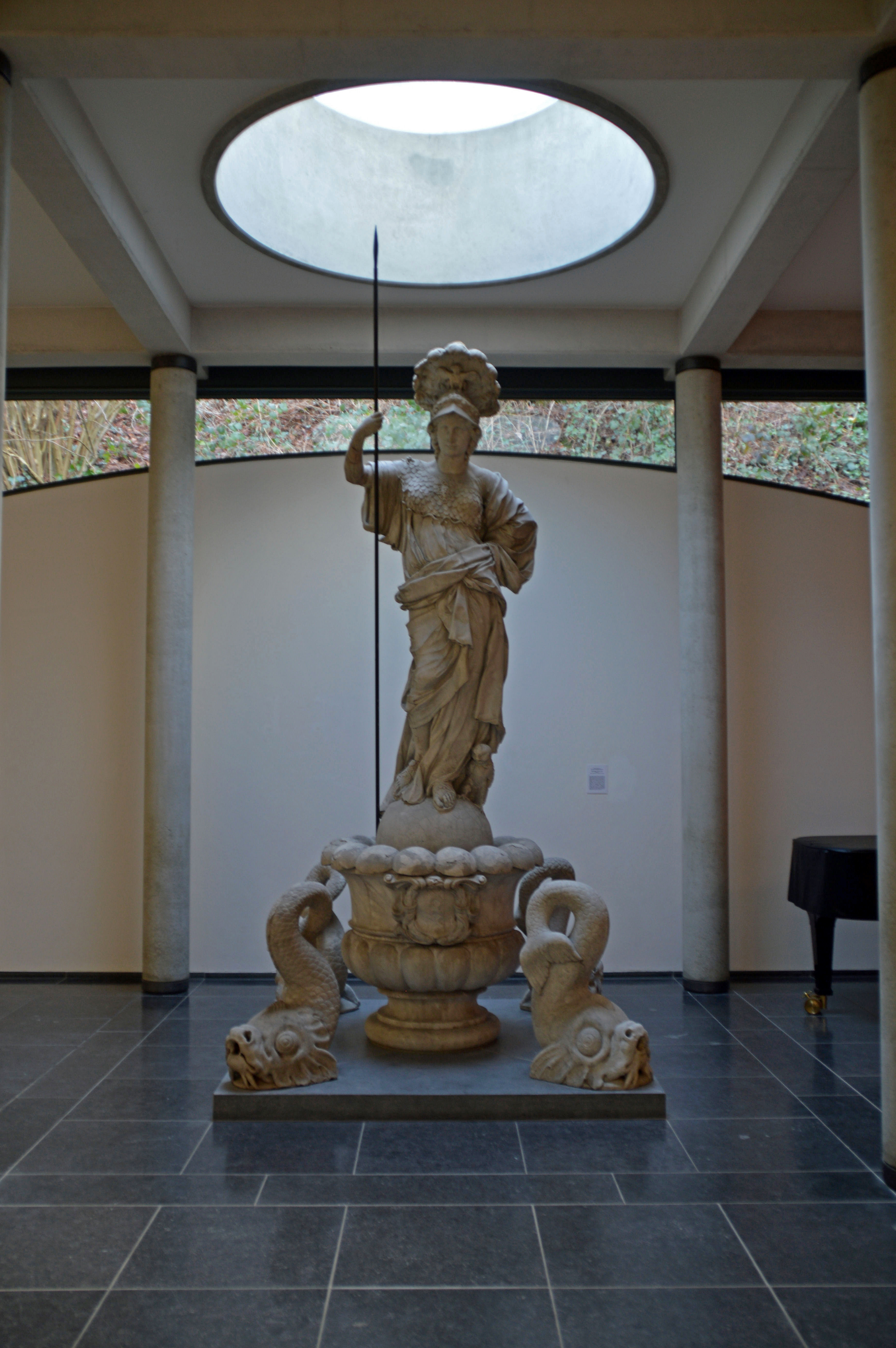
In het midden [van het amfitheater] staat een standbeeld van Pallas Athena. Het origineel, gemaakt rond 1660 door beeldhouwer Artus Quellinus en nu in het Kurhaus Kleve museum.
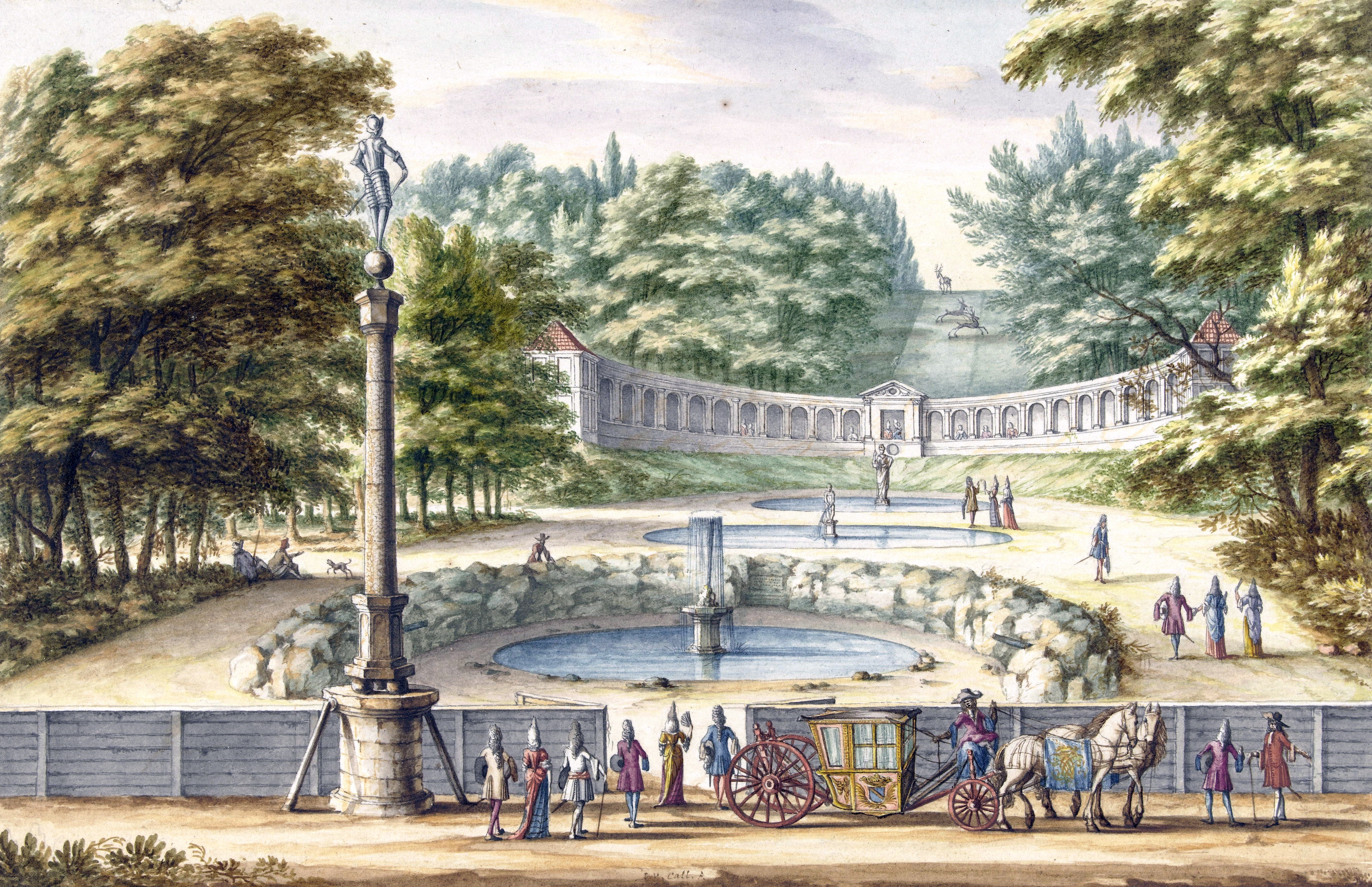
Amfitheater naar het zuiden gezien c.1675